# ☆STARRY☆
「☆STARRY☆」（スターリー）は、1000ちゃん（声帯担当：新田恵海）の楽曲。LOVEおかが作詞、倉田涼が作曲を担当した。メジャーデビューシングルとして、2016年8月3日にキングレコードから発売された。カップリング曲にはミリオ（CV：渕上舞）、プリマ（CV：洲崎綾）の楽曲を収録。

## 背景とリリース
1000ちゃんは、2013年5月にオーイズミの新宣伝担当キャラクターとして登場し、同年12月にコミックマーケット85にて歌手デビューした。1000ちゃんプロジェクトの登場人物であるミリオ、プリマとともに音楽配信やインディーズでCDを発売し、2015年10月には初の単独イベント『1000☆PARTY!!2015 〜thousand and one〜』を開催した。
2016年5月4日、徳島県で開催された『マチ★アソビ vol.16』2日目に行われたシングル「1000mm☆OUR DANCE!!」の発売記念イベントにて、キングレコードからメジャーデビューすることが発表された。7月27日、「☆STARRY☆」のミュージック・ビデオが公開された。
「☆STARRY☆」は、歌手デビュー作となった『1000ちゃん公式読本「1000載1遇」』収録の「1000☆CHANCE!!」を彷彿させる曲で、合言葉「おっ昼だぁ〜☆」のコール＆レスポンスも入っている。カップリング曲の「RE//BORN」は、ミリオの口癖である「にゃー!」のシャウトから始まるロック調で盛り上がる曲、「私流×HAPPY×STYLE」は、モータウンビートを取り入れた、プリマらしい可愛い曲になっている。
2016年8月6日、「☆STARRY☆」の発売を記念して、新田、渕上、洲崎と司会の白石稔が出演したリリースイベントが厚木市で開催され、ライブパートで収録曲が初披露された。厚木市で同日開催された『あつぎ鮎まつり』に合わせて、「夏☆ウキウキ大作戦inあつぎ鮎まつり」と称されたイベントも企画され、スタンプラリーやコラボかき氷販売などが行われた。

## シングル収録曲
| #  | タイトル                                   | 作詞     | 作曲   |
| -- | ------------------------------------------ | -------- | ------ |
| 1. | 「☆STARRY☆」(1000ちゃん（CV：新田恵海）)   | LOVEおか | 倉田涼 |
| 2. | 「RE//BORN」(ミリオ（CV：渕上舞）)         | LOVEおか | 倉田涼 |
| 3. | 「私流×HAPPY×STYLE」(プリマ（CV：洲崎綾）) | LOVEおか | 倉田涼 |
| 4. | 「☆STARRY☆」(offvocal ver.)                |          |        |
| 5. | 「RE//BORN」(offvocal ver.)                |          |        |
| 6. | 「私流×HAPPY×STYLE」(offvocal ver.)        |          |        |